# 惩香错
惩香错（藏語：ཁྲེང་གཤམ་མཚོ，威利转写：khreng gsham mtsho，THL：Trengsham Tso，藏语拼音：Chêngxam Co）是中国西藏自治区日喀则市的一座湖泊，面积约为4.96平方千米，属于青藏高原。它的一级流域为广西、云南、西藏、新疆诸国际河流，二级流域为雅鲁藏布江—布拉马普特拉河水系。